# Ljus ringröta
Ljus ringröta är en växtsjukdom som orsakas av bakterien Clavibacter michiganensis ssp. sepedonicus och drabbar endast potatis. Sjukdomen kan resultera i stora skördeförluster vid svårare angrepp av bakterien. Sjukdomen finns framför allt i svalare områden, i Nordamerika och i Nord- och Mellaneuropa. Den klassificeras som en karantänskadegörare, vilket innebär att en lantbrukare fått in sjukdomen i sin odling har skyldighet att rapportera in det till Jordbruksverket eller Länsstyrelsen.

## Symptom
Sjukdomen yttrar sig som missfärgade ringar i potatisknölarna. Ringarna blir allt mörkare och så småningom kommer en vit, ostliknande slemmig massa ut vid tryck. Slutligen ruttnar hela knölen.
Den kan även ge symptom i fält i form av vissnesymptom på stjälkar och blad som rullar ihop sig. Dock är det ovanligt och syns främst sent på säsongen och vid torrare förhållanden. Dessa symptom kan lätt förväxlas med naturligt åldrande hos potatisplantan.

## Biologi och spridning
Sjukdomen finns sedan många år i Sverige, men under senare år dock i mycket begränsad omfattning. Den förekommer oftare i norra Sverige, såsom Norrbotten. Bakterien sprider sig via ledningsvävnaden, vilket gör att den kan infektera nya dotterknölar som bildas efter sättning. Därmed kan den fortsätta sprida sjukdomen om knölarna ska användas som utsäde.
Den viktigaste spridningsvägen är utsädet. En annan smittväg är maskiner som används i potatisodlingen, liksom sortering- och packningsutrustning för potatis. Sättare och potatisupptagare som används gemensamt av flera odlare bör därför rengöras och gärna desinficeras mellan de olika gårdarna. Observera att kyla inte dödar smittan.
Bakterien kan både överleva i flera år på gamla växtrester eller som biofilm, bakterieslem, på maskiner och lagringslådor. Den kan däremot inte överleva fritt i jorden utan den behöver sin värdväxt alternativt annat material att överleva på tills den kommer i kontakt med en potatisplanta.

## Bekämpning
De åtgärder som finns mot ljus ringröta är bara förebyggande. Eftersom sjukdomen främst förekommer i potatisknölarna och den kan finnas i latent form är en av de viktigaste åtgärderna att ha rent utsäde. Därför bör man alltid använda certifierat utsäde för att försäkra sig om att man inte sprider vidare sjukdomen. Andra åtgärder som kan göras för att förhindra sjukdomsspridningen är att rengöra och desinficera alla maskiner, övrig utrustning och lagringsutrymmen. Förutom det bör man också tänka på att inte sortera och lagra utsädet på samma ställe och att man inte odlar potatis på samma fält år efter år.